# Kolbeinn Sigþórsson
Kolbeinn Sigþórsson (Sigthórsson) (Reykjavik, 14 maart 1990) is een voormalig IJslands voetballer die doorgaans als spits speelde. Hij speelde tussen 2011 en 2015 ruim 80 wedstrijden in het eerste elftal van AFC Ajax. Kolbeinn debuteerde in 2010 in het IJslands voetbalelftal.

## Clubcarrière

### HK Kópavogur
Kolbeinn begon in 1999 in de jeugd bij Víkingur Reykjavík en speelde sinds 2003 bij HK Kópavogur. In 2006 speelde hij vijf wedstrijden in het eerste elftal op het tweede IJslandse niveau waarin hij één doelpunt maakte.

### AZ

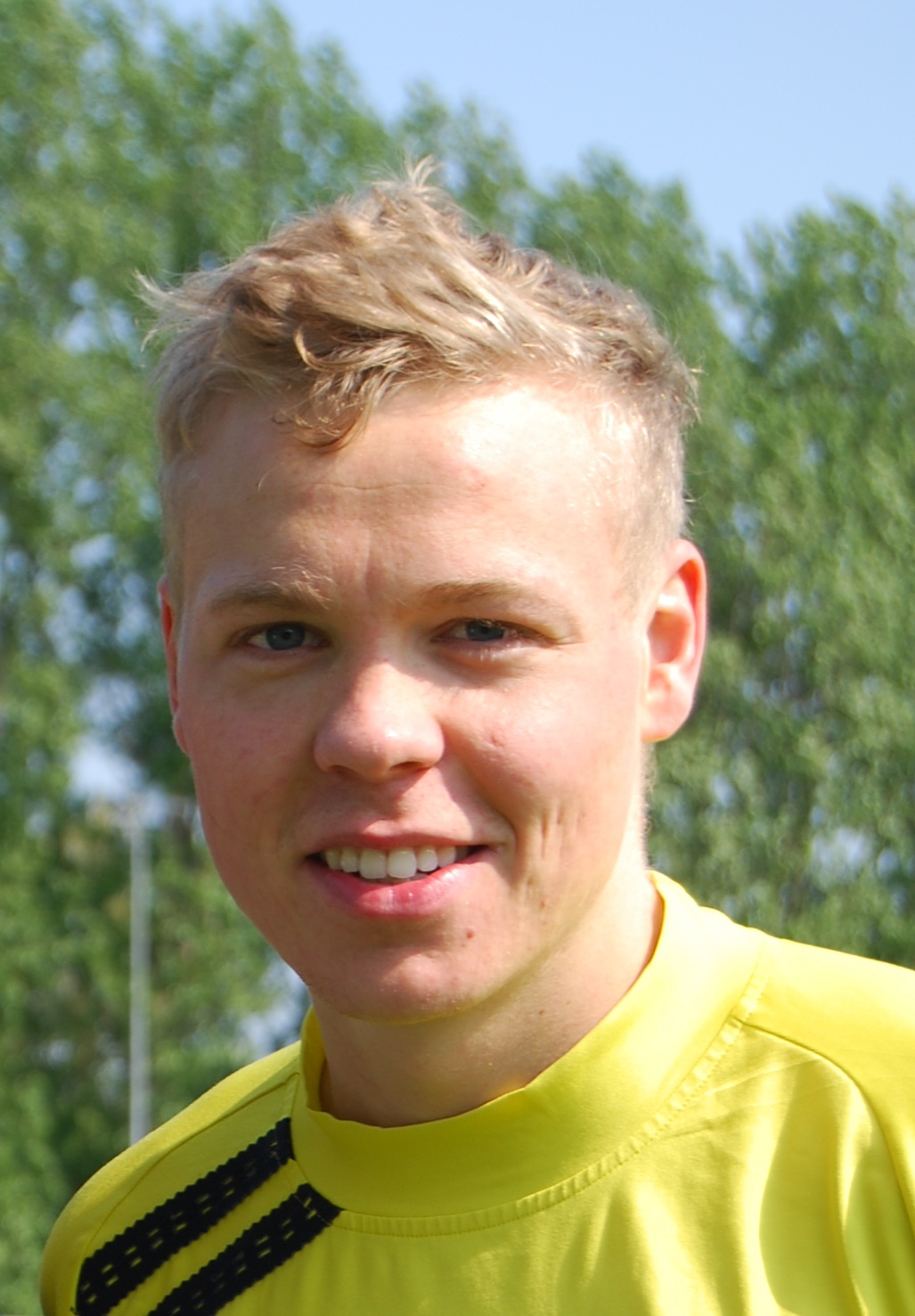
Sigþórsson in dienst van AZ Alkmaar.

In maart 2007 verkaste hij op zeventienjarige leeftijd naar AZ, waar hij in eerste instantie bij de jeugd ging spelen. Door twee blessures, duurde het tot juli 2010 voor hij zich kon aansluiten bij het eerste elftal. Op 5 augustus 2010 debuteerde hij voor AZ in een uitwedstrijd in de voorronde in de UEFA Europa League tegen IFK Göteborg. Zijn eerste doelpunt scoorde hij op 29 augustus 2010 in de thuiswedstrijd tegen Excelsior. Op 29 januari 2011 scoorde hij een zuivere hattrick in eerste helft van de thuiswedstrijd tegen VVV-Venlo. Hij maakte er deze wedstrijd vijf. Hiermee was hij de eerste jeugdspeler van AZ die meer dan vier doelpunten maakten in één officiële wedstrijd. Ook scoorde hij in de volgende wedstrijden.
AZ nam initiatief om Kolbeinn langer aan de club te binden, maar werd in de wachtkamer gezet. Borussia Dortmund en Newcastle United FC bekeken zijn prestaties al. De eerste club die concreet werd voor Kolbeinn was Ajax, door een bod neer te leggen van twee miljoen euro. De IJslander kwam tot een akkoord over het contract bij Ajax en uiteindelijk bereikten de twee clubs ook een akkoord over de overgang.

### Ajax

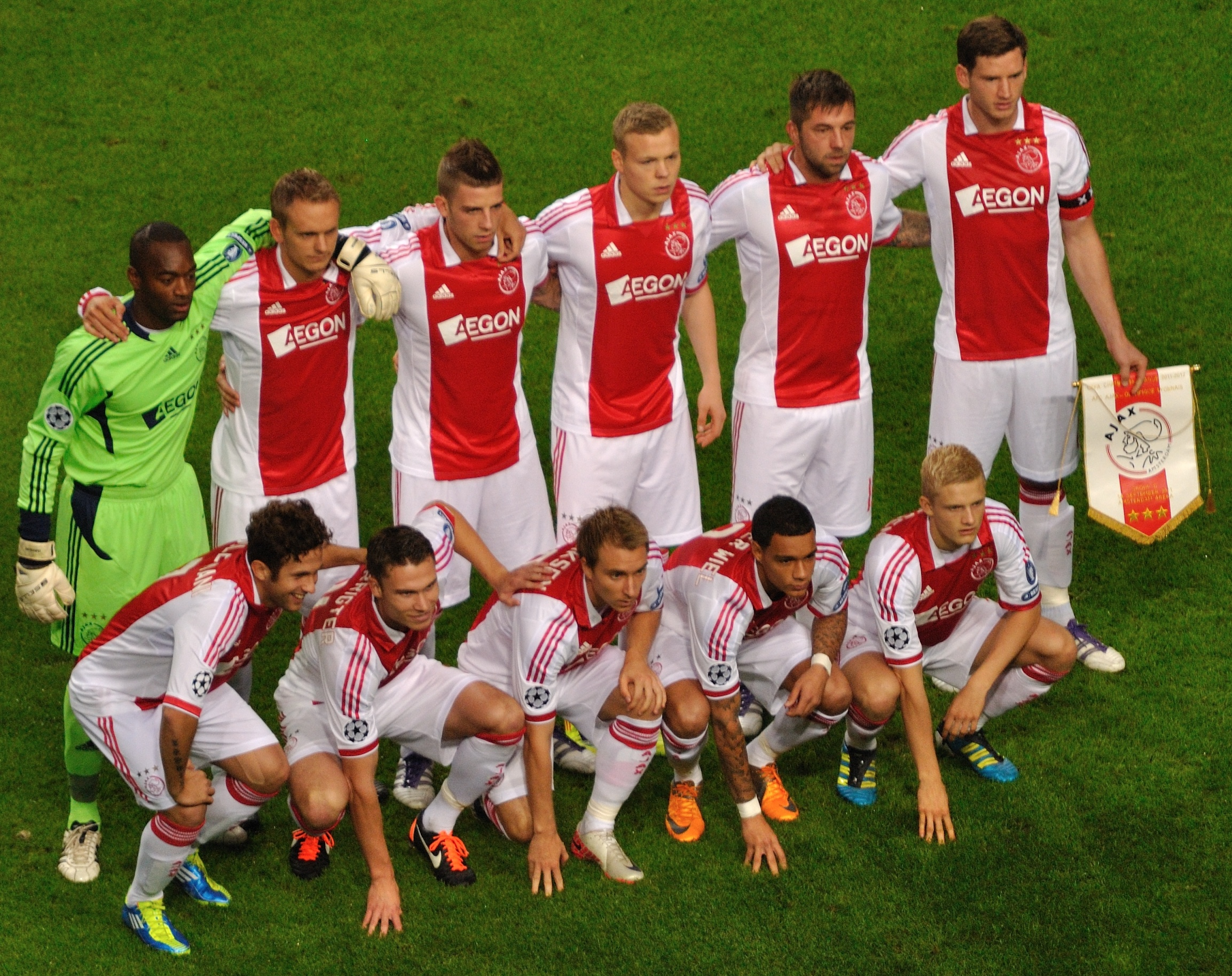
Sigþórsson (vierde van links, staand) voorafgaand aan Ajax - Olympique Lyonnais (0-0) in 2011.

Op 4 juli 2011 werd bekendgemaakt dat Kolbeinn een contract had getekend bij Ajax. Naar verluidt betaalde Ajax 4,5 miljoen euro aan AZ. In een interview gaf hij aan dat het voor hem een droom was om te gaan werken met Dennis Bergkamp en Frank de Boer. Hij maakte zijn eerste doelpunt in de oefenwedstrijd in Denemarken tegen Brøndby IF, in de 38ste minuut scoorde hij via een kopbal.
Op 30 juli 2011 maakte Kolbeinn zijn officiële debuut voor Ajax, in een met 2-1 verloren wedstrijd om de Johan Cruijff Schaal tegen FC Twente.
Zijn eerste officiële doelpunt voor Ajax was in een met 5-1 gewonnen wedstrijd thuis tegen SC Heerenveen, op 14 augustus 2011. Een maand later, op 14 september 2011, speelde Kolbeinn zijn eerste wedstrijd in de Champions League. Het betrof een wedstrijd tegen Olympique Lyonnais, die werd gespeeld in de Amsterdam ArenA. In september 2011 raakte Kolbeinn geblesseerd aan zijn enkel. Hij zou naar verwachting tot april 2012 niet meer kunnen spelen. De spitspositie zou tot die tijd worden overgenomen door Siem de Jong, Dmitry Bulykin of Nicolás Lodeiro. Op 1 april 2012 maakte Kolbeinn zijn rentree in het eerste van Ajax. Hij viel in de 78e minuut in en die wedstrijd scoorde hij één keer voor Ajax. De aangever van dat doelpunt was Theo Janssen. Ajax won die wedstrijd met 6-0.
In september 2012 raakte hij geblesseerd aan zijn linkerschouder en was hij minimaal vier maanden uit de roulatie. Op 31 januari 2013 maakte Kolbeinn zijn rentree voor Ajax een de uitwedstrijd voor de kwartfinale van de KNVB Beker, tegen Vitesse. Hij nam de 0-3 en 0-4 voor zijn rekening.
Op 27 juli 2013 scoorde Kolbeinn de 2-2 in een wedstrijd om de Johan Cruijff Schaal, die Ajax wist te winnen. Op 18 augustus 2013 scoorde Kolbeinn twee doelpunten thuis tegen Feyenoord, waardoor Ajax de wedstrijd met 2-1 won. In de UEFA Champions League wedstrijd uit tegen FC Barcelona op 18 september 2013 miste Kolbeinn, bij een achterstand van 4-0, een penalty in de 77e minuut.
Op 19 oktober 2013 speelde Kolbeinn zijn vijftigste officiële wedstrijd voor Ajax, uit bij FC Twente. Hij zette in de 81e minuut de 1-1-eindstand op het bord. Kolbeinn was op 19 januari 2014 matchwinner in een thuiswedstrijd tegen PSV door in de 64e minuut het enige doelpunt van de wedstrijd te maken. Hij scoorde op 27 september 2014 zijn eerste hattrick voor Ajax, in een Eredivisiewedstrijd uit tegen NAC Breda, die met 5–2 werd gewonnen. Zijn contract werd op 9 december 2014 met een jaar, tot en met 30 juni 2016, verlengd.

### FC Nantes
Kolbeinn tekende in juli 2015 een contract tot medio 2020 bij FC Nantes. Dat betaalde circa drie miljoen euro voor hem aan Ajax. Hij maakte zijn officiële debuut op 8 augustus 2015 in de Ligue 1 thuiswedstrijd tegen EA Guingamp (1–0 winst). Kolbeinn kwam na een uur spelen in de ploeg voor Yacine Bammou.
Aan het einde van de eerste seizoenshelft haalde trainer Michel Der Zakarian hard uit naar Kolbeinn Sigþórsson. Zo zou hij ontevreden zijn over zijn prestaties op het veld, hij kwam in zijn eerste 14 wedstrijden tot slechts 1 doelpunt. Zakarian gaf aan dat Kolbeinn wat aan zijn levensstijl zou moeten doen. Op 10 januari 2016 werd hij met zijn tweede doelpunt voor Nantes in het thuisduel met AS Saint-Étienne matchwinner. Kolbeinn verving na 70 minuten spelen Yacine Bammou en was in de 77e minuut verantwoordelijk voor de 2–1 wat tevens de eindstand was.

### Galatasaray
Kolbeinn vervoegde zich op 30 augustus 2016 bij Galatasaray voor een verblijf van een jaar op huurbasis. Galatassaray zou hem desgewenst voor €3.8 miljoen kunnen overnemen. Op 29 december 2016 beëindigde Galatasaray de leenovereenkomst zonder dat Kolbeinn aan spelen was toegekomen.

### AIK
Eind maart 2019 tekende Kolbeinn voor tweeënhalf jaar bij AIK, nadat zijn contract bij FC Nantes eerder die maand werd beëindigd. Vanaf januari 2021 speelde hij voor IFK Göteborg.

## Clubstatistieken
| Seizoen         | Club            | Competitie      | Competitie | Competitie | Beker | Beker | Internationaal | Internationaal | Overig | Overig | Totaal | Totaal |
| Seizoen         | Club            | Competitie      | Wed.       | Dlp.       | Wed.  | Dlp.  | Wed.           | Dlp.           | Wed.   | Dlp.   | Wed.   | Dlp.   |
| --------------- | --------------- | --------------- | ---------- | ---------- | ----- | ----- | -------------- | -------------- | ------ | ------ | ------ | ------ |
| 2006            | HK Kópavogur    | 1. deild karla  | 5          | 1          | 0     | 0     | —              | —              | —      | —      | 5      | 1      |
| 2007            | HK Kópavogur    | Úrvalsdeild     | 0          | 0          | 0     | 0     | —              | —              | —      | —      | 0      | 0      |
| Club totaal     | Club totaal     | Club totaal     | 5          | 1          | 0     | 0     | 0              | 0              | 0      | 0      | 5      | 1      |
| 2010/11         | AZ              | Eredivisie      | 32         | 15         | 2     | 0     | 9              | 3              | —      | —      | 43     | 18     |
| Club totaal     | Club totaal     | Club totaal     | 32         | 15         | 2     | 0     | 9              | 3              | 0      | 0      | 43     | 18     |
| 2011/12         | Ajax            | Eredivisie      | 14         | 7          | 0     | 0     | 2              | 0              | 1      | 0      | 17     | 7      |
| 2012/13         | Ajax            | Eredivisie      | 15         | 7          | 2     | 2     | 2              | 0              | 1      | 0      | 20     | 9      |
| 2013/14         | Ajax            | Eredivisie      | 30         | 10         | 4     | 1     | 7              | 0              | 1      | 1      | 42     | 12     |
| 2014/15         | Ajax            | Eredivisie      | 21         | 7          | 0     | 0     | 5              | 0              | 1      | 0      | 27     | 7      |
| Club totaal     | Club totaal     | Club totaal     | 80         | 31         | 6     | 3     | 16             | 0              | 4      | 1      | 106    | 35     |
| 2015/16         | FC Nantes       | Ligue 1         | 26         | 3          | 3     | 1     | —              | —              | —      | —      | 29     | 4      |
| 2016/17         | FC Nantes       | Ligue 1         | 2          | 0          | 0     | 0     | —              | —              | —      | —      | 2      | 0      |
| 2017/18         | FC Nantes       | Ligue 1         | 2          | 0          | 0     | 0     | —              | —              | —      | —      | 2      | 0      |
| 2018/19         | FC Nantes       | Ligue 1         | 0          | 0          | 0     | 0     | —              | —              | —      | —      | 0      | 0      |
| Club totaal     | Club totaal     | Club totaal     | 30         | 3          | 3     | 1     | 0              | 0              | 0      | 0      | 33     | 4      |
| 2019            | AIK Solna       | Allsvenskan     | 17         | 3          | 0     | 0     | 0              | 0              | 0      | 0      | 17     | 3      |
| 2020            | AIK Solna       | Allsvenskan     | 18         | 0          | 2     | 0     | 7              | 0              | —      | —      | 27     | 0      |
| 2021            | IFK Göteborg    | Allsvenskan     | 17         | 4          | 2     | 0     | 0              | 0              | 0      | 0      | 17     | 4      |
| Carrière totaal | Carrière totaal | Carrière totaal | 199        | 57         | 15    | 4     | 32             | 3              | 4      | 1      | 248    | 65     |

Bijgewerkt op 15 juli 2022

## Interlandcarrière

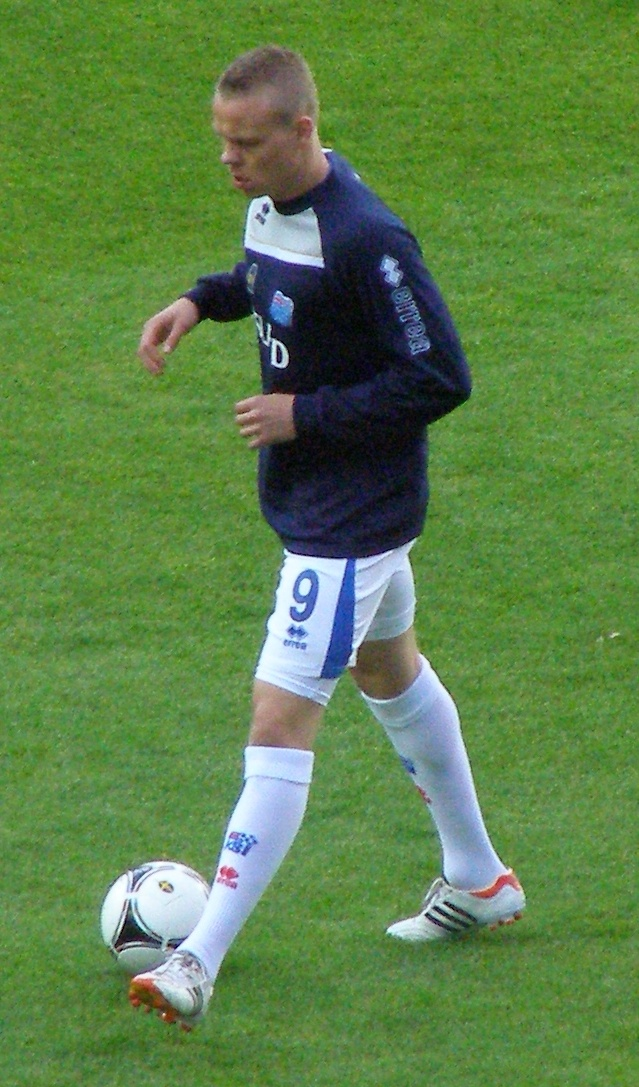
Kolbeinn bij het nationaal elftal van IJsland

Op 21 maart 2010 maakte Kolbeinn zijn debuut in het nationaal elftal van IJsland. Dit deed hij is een wedstrijd tegen Faeröer. In deze wedstrijd werd het 2–0 en maakte hij een van de twee doelpunten namens IJsland. Kolbeinn kwalificeerde zich met IJsland voor het EK 2016 in Frankrijk door als tweede te eindigen in een poule met Tsjechië, Turkije, Nederland, Letland en Kazachstan. Dit was voor IJsland de eerste kwalificatie voor een EK ooit. Kolbeinn was driemaal trefzeker tijdens deze kwalificatiereeks. Op 9 mei 2016 maakte bondscoach Lars Lagerbäck bekend Kolbeinn mee te nemen naar het Europees kampioenschap in juni 2016. In de achtste finale tegen Engeland maakte Kolbeinn in de achttiende minuut het winnende doelpunt. IJsland won de achtste finale met 1–2 en plaatste zich voor de kwartfinale tegen gastland Frankrijk. IJsland werd in de kwartfinale uitgeschakeld door Frankrijk, dat met 5–2 won, ook in die wedstrijd scoorde Kolbeinn een doelpunt voor IJsland.
| Interlands van Kolbeinn Sigþórsson voor IJsland | Interlands van Kolbeinn Sigþórsson voor IJsland | Interlands van Kolbeinn Sigþórsson voor IJsland | Interlands van Kolbeinn Sigþórsson voor IJsland | Interlands van Kolbeinn Sigþórsson voor IJsland | Interlands van Kolbeinn Sigþórsson voor IJsland |
| №                                               | Datum                                           | Wedstrijd                                       | Uitslag                                         | Soort Wedstrijd                                 | Doelpunten                                      |
| Als speler bij AZ                               | Als speler bij AZ                               | Als speler bij AZ                               | Als speler bij AZ                               | Als speler bij AZ                               | Als speler bij AZ                               |
| ----------------------------------------------- | ----------------------------------------------- | ----------------------------------------------- | ----------------------------------------------- | ----------------------------------------------- | ----------------------------------------------- |
| 1.                                              | 21 maart 2010                                   | IJsland – Faeröer                               | 2 – 0                                           | Vriendschappelijk                               | 37'                                             |
| 2.                                              | 24 maart 2010                                   | Mexico – IJsland                                | 0 – 0                                           | Vriendschappelijk                               |                                                 |
| 3.                                              | 29 mei 2010                                     | IJsland – Andorra                               | 4 – 0                                           | Vriendschappelijk                               | 89'                                             |
| 4.                                              | 7 september 2010                                | Denemarken – IJsland                            | 1 – 0                                           | Kwalificatie EK 2012                            |                                                 |
| 5.                                              | 17 november 2010                                | Israël – IJsland                                | 3 – 2                                           | Vriendschappelijk                               | 85'                                             |
| 6.                                              | 4 juni 2011                                     | IJsland - Denemarken                            | 0 – 2                                           | Kwalificatie EK 2012                            |                                                 |
| Als speler bij Ajax                             |                                                 |                                                 |                                                 |                                                 |                                                 |
| 7.                                              | 2 september 2011                                | Noorwegen – IJsland                             | 1 – 0                                           | Kwalificatie EK 2012                            |                                                 |
| 8.                                              | 6 september 2011                                | IJsland – Cyprus                                | 1 – 0                                           | Kwalificatie EK 2012                            | 5'                                              |
| 9.                                              | 27 mei 2012                                     | Frankrijk – IJsland                             | 3 – 2                                           | Vriendschappelijk                               | 34'                                             |
| 10.                                             | 30 mei 2012                                     | Zweden – IJsland                                | 3 – 2                                           | Vriendschappelijk                               | 29'                                             |
| 11.                                             | 15 augustus 2012                                | IJsland – Faeröer                               | 2 – 0                                           | Vriendschappelijk                               | 30' 90+1'                                       |
| 12.                                             | 6 februari 2013                                 | IJsland – Rusland                               | 0 – 2                                           | Vriendschappelijk                               |                                                 |
| 13.                                             | 22 maart 2013                                   | Slovenië – IJsland                              | 1 – 2                                           | Kwalificatie WK 2014                            |                                                 |
| 14.                                             | 7 juni 2013                                     | IJsland – Slovenië                              | 2 – 4                                           | Kwalificatie WK 2014                            |                                                 |
| 15.                                             | 14 augustus 2013                                | IJsland – Faeröer                               | 1 – 0                                           | Vriendschappelijk                               | 65'                                             |
| 16.                                             | 6 september 2013                                | Zwitserland – IJsland                           | 4 – 4                                           | Kwalificatie WK 2014                            | 56'                                             |
| 17.                                             | 10 september 2013                               | IJsland – Albanië                               | 2 – 1                                           | Kwalificatie WK 2014                            | 47'                                             |
| 18.                                             | 11 oktober 2013                                 | IJsland – Cyprus                                | 2 – 0                                           | Kwalificatie WK 2014                            | 60'                                             |
| 19.                                             | 15 oktober 2013                                 | Noorwegen – IJsland                             | 1 – 1                                           | Kwalificatie WK 2014                            | 12'                                             |
| 20.                                             | 15 november 2013                                | IJsland – Kroatië                               | 0 – 0                                           | Kwalificatie WK 2014                            |                                                 |
| 21.                                             | 5 maart 2014                                    | Wales – IJsland                                 | 3 – 1                                           | Vriendschappelijk                               |                                                 |
| 22.                                             | 30 mei 2014                                     | Oostenrijk – IJsland                            | 1 – 1                                           | Vriendschappelijk                               | 47'                                             |
| 23.                                             | 4 juni 2014                                     | IJsland – Estland                               | 1 – 0                                           | Vriendschappelijk                               | 54' (pen.)                                      |
| 24.                                             | 9 september 2014                                | IJsland – Turkije                               | 3 – 0                                           | Kwalificatie EK 2016                            | 77'                                             |
| 25.                                             | 10 oktober 2014                                 | Letland – IJsland                               | 0 – 3                                           | Kwalificatie EK 2016                            |                                                 |
| 26.                                             | 13 oktober 2014                                 | IJsland – Nederland                             | 2 – 0                                           | Kwalificatie EK 2016                            |                                                 |
| 27.                                             | 16 november 2014                                | Tsjechië – IJsland                              | 2 – 1                                           | Kwalificatie EK 2016                            |                                                 |
| 28.                                             | 28 maart 2015                                   | Kazachstan – IJsland                            | 0 – 3                                           | Kwalificatie EK 2016                            |                                                 |
| 29.                                             | 12 juni 2015                                    | IJsland – Tsjechië                              | 2 – 1                                           | Kwalificatie EK 2016                            | 76'                                             |
| Als speler bij FC Nantes                        |                                                 |                                                 |                                                 |                                                 |                                                 |
| 30.                                             | 3 september 2015                                | Nederland – IJsland                             | 0 – 1                                           | Kwalificatie EK 2016                            |                                                 |
| 31.                                             | 6 september 2015                                | IJsland – Kazachstan                            | 0 – 0                                           | Kwalificatie EK 2016                            |                                                 |
| 32.                                             | 10 oktober 2015                                 | IJsland – Letland                               | 2 – 2                                           | Kwalificatie EK 2016                            | 5'                                              |
| 33.                                             | 13 oktober 2015                                 | Turkije – IJsland                               | 1 – 0                                           | Kwalificatie EK 2016                            |                                                 |
| 34.                                             | 13 november 2015                                | Polen – IJsland                                 | 4 – 2                                           | Vriendschappelijk                               |                                                 |
| 35.                                             | 17 november 2015                                | Slowakije – IJsland                             | 3 – 1                                           | Vriendschappelijk                               |                                                 |
| 36.                                             | 24 maart 2016                                   | Denemarken – IJsland                            | 2 – 1                                           | Vriendschappelijk                               |                                                 |
| 37.                                             | 29 maart 2016                                   | Griekenland – IJsland                           | 2 – 3                                           | Vriendschappelijk                               | 82'                                             |
| 38.                                             | 1 juni 2016                                     | Noorwegen – IJsland                             | 3 – 2                                           | Vriendschappelijk                               |                                                 |
| 39.                                             | 6 juni 2016                                     | IJsland – Liechtenstein                         | 4 – 0                                           | Vriendschappelijk                               | 11'                                             |
| 40.                                             | 14 juni 2016                                    | Portugal – IJsland                              | 1 – 1                                           | EK 2016                                         |                                                 |
| 41.                                             | 18 juni 2016                                    | IJsland – Hongarije                             | 1 – 1                                           | EK 2016                                         |                                                 |
| 42.                                             | 22 juni 2016                                    | IJsland – Oostenrijk                            | 2 – 1                                           | EK 2016                                         |                                                 |
| 43.                                             | 27 juni 2016                                    | Engeland – IJsland                              | 1 – 2                                           | EK 2016                                         | 18'                                             |
| 44.                                             | 3 juli 2016                                     | Frankrijk – IJsland                             | 5 – 2                                           | EK 2016                                         |                                                 |

Bijgewerkt op 3 juli 2016.

## Erelijst
Met  Ajax
| Nationaal            |    |                  |
| Eredivisie           | 3x | 2012, 2013, 2014 |
| Johan Cruijff Schaal | 1x | 2013             |

Individueel
| Nederland          |    |                                   |
| Ajax clubtopscorer | 1x | 2013/14 (samen met Davy Klaassen) |